# Воронцовка (Харьковская область)
Воронцо́вка (укр. Воронцівка), село, 
Лесностенковский сельский совет, 
Купянский район, 
Харьковская область.
Код КОАТУУ — 6323783704. Население по переписи 2001 года составляет 27 (11/16 м/ж) человек.

## Географическое положение
Село Воронцовка находится на левом берегу реки Синиха, 
выше по течению на расстоянии в 2 км расположено село Ивановка,
ниже по течению на расстоянии в 2 км расположено село Синиха.

## История
- 1716 — дата основания.